# Povest o nastojasjtjem tjeloveke
Povest o nastojasjtjem tjeloveke (russisk: Повесть о настоящем человеке, da.: En historie om en rigtig person) er en sovjetisk film fra 1948 instrueret af Aleksandr Stolper.

## Medvirkende
- Pavel Kadotjnikov som Aleksej Maresyev
- Nikolaj Okhlopkov som Vorobjov
- Aleksej Dikij som Vasilij Vasiljevitj
- Vasilij Merkurjev som Stepan Ivanovitj
- Tamara Makarova som Klavdija Mikhailovna